# Henri de Noailles
Henri de Noailles, född 1554, död 1623, var en fransk greve och militär. Han var son till Antoine de Noailles och farfar till Anne de Noailles. 
Noailles höll sig under hugenottkrigen troget till den kungliga sidan och blev 1593 greve av Ayen. Han var guvernör över Auvergne. 